# 三上大進
三上大進（みかみ だいしん、1990年10月20日 - ）は、タレント、美容コメンテーター、NHKの元「障害者キャスター・リポーター」
、元「NHKパラリンピック放送リポーター」 。
2018年平昌パラリンピック、2020年東京オリンピック・2020年東京パラリンピックをテーマにした番組や情報番組を中心に出演していた。

## 人物
東京都出身。立教大学経営学部国際経営学科を卒業。学生時代にフィンランドに海外留学をしており、英語が堪能。大学卒業後は日本ロレアル株式会社、ロクシタンジャポン株式会社でマーケティングに従事。2018年にNHK入局。左上肢機能障害を持つ。

## 嗜好・挿話
日本化粧品検定1級、コスメコンシェルジュの資格を持つ。化粧品会社在籍時代はマーケティングや商品開発に携わっていたため、化粧品に関する知識が豊富。ブログでも美容情報を発信している。
TOEICは900点。2018年平昌パラリンピックでは海外の選手に英語でインタビューをする姿が放送され話題になった。
本人は「常軌を逸するほど運動音痴」と公言しており、運動ができない姿も度々放送される。
元卓球選手の石川佳純とは又従兄弟。
miwaと仲が良い。
イチゴ好きである。サクランボは見た目が可愛いので写真を撮るが、アレルギーのため実は食べられない。

## 出演番組
- 行くぜ!パラリンピック
- あさイチ
- サンデースポーツ
- 首都圏ネットワーク
- ひるまえ ほっと
- NHKニュースおはよう日本
- ニュース シブ5時
- ハートネットTV
- ゴゴスマ -GO GO!Smile!-（CBCテレビ）
- DayDay.（日本テレビ）
- ワイドナショー（フジテレビ）

ナレーション
- 気づきの扉（2023年9月1日 - 、テレビ朝日）